# 윤대성 (극작가)
윤대성(尹大星, 1939- )은 극작가이다. 만주(滿洲)에서 출생하여 서울에서 성장. 연세대 법과를 졸업하고 은행(銀行)에 근무하다가 1967년 단막극 <출발(出發)>로 동아일보 신춘문예를 통해 데뷔했다.
그 후 전통극과 현대극의 융화를 꾀하는 <막난이>로 동아연극상과 한국일보 연극영화상의 희곡상을 수상했고 <노비문서(奴婢文書)>로는 현대문학 신인상을 받았다. 매우 날카로운 시각으로 현실을 비판 풍자하고 있는 윤대성은 특히 매스컴 문제에 관심을 기울이고 있으며 매스컴이 인간을 어떻게 파멸시키느냐 하는 문제를 자주 다루었다. 그런 작품으로서는 <출세기(出世記)>와 <목소리> 등을 꼽을 수 있다. 그는 희곡 이외에도 라디오·텔레비전 극을 많이 쓰고 있다.